# Miklósfai Mórichelyi-halastavak
Miklósfai Mórichelyi-halastavak este o arie protejată (arie de protecție specială avifaunistică — SPA) din Ungaria întinsă pe o suprafață de 649,33 ha, integral pe uscat.

## Localizare
Centrul sitului Miklósfai Mórichelyi-halastavak este situat la coordonatele 46°23′54″N 16°57′51″E / 46.3983°N 16.9642°E.

## Înființare
Situl Miklósfai Mórichelyi-halastavak a fost declarat arie de protecție specială avifaunistică în mai 2004 pentru a proteja 20 de specii de animale.

## Biodiversitate
Situată în ecoregiunea panonică, aria protejată nu include niciun habitat protejat.
La baza desemnării sitului se află mai multe specii protejate de  păsări (20): privighetoare-de-baltă (Acrocephalus melanopogon), pescăruș albastru (Alcedo atthis), rață pitică (Anas crecca), rață mare (Anas platyrhynchos), rață-cu-cap-castaniu (Aythya ferina), rață roșie (Aythya nyroca), barză albă (Ciconia ciconia), barză neagră (Ciconia nigra), erete de stuf (Circus aeruginosus), egretă albă (Egretta alba), codalb (Haliaeetus albicilla), stârc pitic (Ixobrychus minutus), stârc de noapte (Nycticorax nycticorax), vultur pescar (Pandion haliaetus), pițigoi de stuf (Panurus biarmicus), cormoran mic (Phalacrocorax pygmeus), cristei de baltă (Rallus aquaticus), pițigoi-pungar (Remiz pendulinus), lăstun de mal (Riparia riparia), corcodel mic (Tachybaptus ruficollis).
Pe lângă speciile protejate, pe teritoriul sitului au mai fost identificate 14 specii de plante, 1 specie de amfibieni.